# Milko Potisek
Pour les articles homonymes, voir Potisek.
Pas d'image ? Cliquez ici
Milko Potisek, né à Dunkerque le 27 décembre 1989, est un pilote de moto français et cousin de Timoteï Potisek. Milko remporte trois fois l'Enduropale du Touquet au guidon d'une Yamaha : le 28 janvier 2018, le 2 février 2020 et le 27 février 2022.

## Carrière
À 8 ans, Milko Potisek dispute des épreuves du Championnat de Belgique motocross en catégorie 65 cm3, ce qui n’est pas encore permis à cet âge dans l’Hexagone. Ses premières compétitions en France se dérouleront lorsqu’il aura 12 ans sur un KX80, qu’il délaissera deux ans plus tard pour un Yamaha YZ80. Il termine 5e du Championnat de France Minivert, un résultat encourageant qu’il ne va pouvoir confirmer par la suite en raison de plusieurs blessures alors qu’il est inscrit en Championnat de France et en Championnat d’Europe. À partir de 2010, la tendance s’inverse et Milko réalise que la catégorie 450 cm3 convient nettement mieux à son pilotage. Grâce à ce déclic, il prend moins de risques tout en gagnant en vélocité.
En 2011, il termine 3e de l’Enduro du Touquet et vice-champion du monde MX3 sur une Honda d’une équipe tchèque. L’année suivante, il intègre le team HDI et récidive avec une 3e place à l’Enduropale. Il s’inscrit en Championnat du monde MX1 sans en disputer la totalité, et conclut cette saison d’apprentissage par une 19e place finale. En 2013, il termine 2e de l’Enduropale du Touquet sur une YZ 450 F du Team 2B, brille en Championnat de France de motocross en catégorie Elite et réalise quelques coups d’éclat dans les Grands Prix limitrophes.
Engagé en 2014 en MXGP, Milko Potisek rentre régulièrement dans le top 10 du championnat du monde au guidon de la Yamaha YZ450F. Il termine la saison à une encourageante 19e place.
Après deux saisons chez 2B, il rejoint l'équipe Tip Top (présent en Europe ces dernières saisons avec Nicolas Dercourt), une structure qui va lui permettre de disputer l’intégralité du Mondial (y compris les six lointains GP) et l’Elite. Mais le 16 novembre 2014, il chute au Supercross du stade Pierre Mauroy à Lille et souffre d'une fracture ouverte tibia-péroné. Il ne peut donc pas défendre ses chances à l'Enduropale du Touquet. Alors qu'il s'entraîne pour revenir à son meilleur niveau, le pilote nordiste se blesse de nouveau en mars 2015. Milko Potisek reprend l'entraînement tardivement afin de revenir en pleine forme. En octobre 2015, il réussit parfaitement son retour en signant une 2e place au Beach-Cross de Berck sur Mer, épreuve qui ouvre la saison de Championnat de France de courses sur sable. Engagé sous les couleurs du team Tip Top MP32 au guidon d'une Yamaha YZ450F, il est l'un des favoris de l'Enduropale 2016.
En 2018, Milko Potisek reste l'un des principaux prétendants à la victoire de l'Enduropale du Touquet sur une YZ450F De Doncker Motos. Et le Français offre un véritable récital au public devant une meute de 1 200 concurrents. Rapidement aux avant-postes, il joue la tête de la course avec Nathan Watson et Richard Fura et finit par s'imposer devant le Britannique et Camille Chapelière.
S'il ne peut conserver son titre en 2019 en raison d'un incident mécanique dans le dernier tour, Milko Potisek se présente en pleine confiance sur la ligne de départ de l'édition 2020. Au terme de 3h de course et après avoir effectué 15 tours, il remporte au guidon de sa Yamaha YZ450F sa deuxième victoire dans la plus prestigieuse des courses de sable. Le Dunkerquois offre ainsi un 19e succès à l'écurie Yamaha dans cette épreuve, qui fêtait alors son 45e anniversaire.
Les années 2020 et 2021 sont marquées par les annulations d'épreuves, en raison de la crise sanitaire. Le championnat de France de motocross 2021 parvient néanmoins à s'organiser et une bataille fera rage entre Milko Potisek et Maxime Desprey, également sur Yamaha YZ450F. Au terme des six épreuves, Milko s'incline pour un point et termine donc vice-champion de France de motocross Elite.
Pour préparer la saison 2021-2022 de Sable, le natif de Dunkerque prend le départ de la Loon Beach Race début octobre. Vainqueur de la première manche devant Yentel Martens et Alexis Collignon, Milko Potisek signe ensuite deux deuxièmes places dans les autres confrontations, ce qui lui permet de remporter l’épreuve.
En 2022, au terme d'une course folle sous le soleil du Touquet, le Nordiste Milko Potisek remporte la 46e édition de l'Enduropale du Touquet, sous les applaudissements de 300 000 spectateurs réunis sur la digue. Après avoir remporté 3 des 5 épreuves du championnat de France de course sur sable, Milko Potisek avait clairement affiché son objectif : remporter pour la troisième fois l’Enduropale. Mais la tâche n’a pas été facile : face à lui, le Britannique Todd Kellett n’a rien lâché, et le duel annoncé entre les deux favoris a tenu toutes ses promesses.
Victime d’une fracture du bassin lors d'un entrainement à Loon Plage, Milko Potisek ne participe pas à l'édition 2024 de l'Enduropale.

## Palmarès
2009
- Vainqueur de Berck plage
- Vainqueur de Loon Plage

2010	
- 3e la Ronde des Sables - Loon-Plage
- Vainqueur de la Skeggness Beach
- 2e de la Berck plage
- Vainqueur de l'Argentina INT
- Vainqueur de la China INT
- 5e du Championnat du monde MX3

2011 	
- 3e de l'Enduropale du Touquet
- Vainqueur de l'Enduro del Verano (Argentine)
- Championnat du monde de motocross MX3 : Vice-champion en 2011
- 2e du Motocross des Nations Européen

2012	
- 3e de l'Enduropale du Touquet
- 4e la Ronde des Sables - Loon-Plage
- 19e Championnat du monde MX1

2013	
- 2e de l'Enduropale du Touquet
- 2e du Red Bull Pro Nationals à Landrake
- 2e du Red Bull Pro Nationals à Whitby
- 3e de la Ronde des Sables - Loon Plage
- 3e du Championnat de France Elite MX1

2014	
- Vice-champion de France Elite
- 3e de la Gurp TT de Grayan et-L'Hôpital
- Vainqueur de la Ronde des Sables d'Hossegor
- 7e de l'Enduropale du Touquet
- 19e du Championnat MXGP
- 4e du Championnat de France des sables

2015	
- 2e du Beach-Cross de Berck

2017	
- 7e de l'Enduropale du Touquet
- Vainqueur de la Ronde des Sables d'Hossegor
- 4e de l'Endurance des Lagunes - Saint-Léger de Balson
- Vainqueur de Skegness (UK)

2018	
- Vainqueur de l'Enduropale du Touquet
- Vainqueur de la Ronde des sables de Loon-Plage[4]
- Vainqueur de la  Ronde des Sables d'Hossegor
- 3e de l'Endurance des Lagunes - Saint-Léger de Balson
- 16e du Championnat de France des Sables

2019	
- 3e de la Berck plage
- 2e de l'Endurance des Lagunes - Saint-Léger de Balson
- 11e de la  Ronde des Sables d'Hossegor
- 3e de la Gurp TT de Grayan et-L'Hôpital
- 2e du Championnat de France des Sables

2020	
- Vainqueur de l'Enduropale du Touquet
- 5e de la Berck plage
- 3e de la Ronde des Sables - Loon Plage
- 3e de la Gurp TT de Grayan et-L'Hôpital
- 7e du Championnat de France des Sables 2019-2020

2021	
- Vice-champion de France de motocross Elite
- Vainqueur de la Loon Beach Race
- Vainqueur de la Beach-Cross de Berck[5]

2022	
- Vainqueur de l'Enduropale du Touquet
- Vainqueur de la Ronde des sables de Loon-Plage[6]
- Champion de France de moto-cross MX1 Elite[7]

2023
- Vainqueur de la Beach-Cross de Berck[8]

2025
- 2e de l'Enduropale du Touquet
- Vainqueur de la Ronde des sables d'Hossegor-Capbreton